# 薄柱草
薄柱草（学名：Nertera sinensis），为茜草科薄柱草属下的一个植物种。其种加词“sinensis”意为“中华的”。